# 蘇盛軾
蘇盛軾，台灣京劇演員，工生行，原籍北京。
他和弟弟蘇盛琴都出身富連成科班「盛」字科。
他在中華人民共和國成立前就到台灣工作，后參加台灣中華民國空軍的大鵬劇隊。
培養出徐露（大鵬劇隊招收的第1個學生）、郭小莊等許多旦行學生，有「一窩旦」美稱。